# Darkside Blues
Darkside Blues (ダークサイド・ブルース?, Dākusaido Burūsu) è un manga del 1987 di Hideyuki Kikuchi. La storia è stata adattata in un film anime diretto da Yoshimichi Furukawa. Il film è stato originariamente concesso in licenza da Central Park Media e successivamente concesso in licenza da ADV Films.

## Trama
La storia coinvolge la città di Kabuki-cho, sede di una fazione della resistenza chiamata Messiah. Nell'ambientazione futuristica, Kabuki-cho è uno degli ultimi luoghi di libertà perché la Persona Century Corporation ha preso il controllo della maggior parte della Terra. Kabuki-cho è quindi conosciuto come "Il lato oscuro di Tokyo". Inoltre, un misterioso straniero chiamato Darkside appare per proteggere i cittadini di Kabuki-cho.

## Distribuzione
Il manga è stato serializzato sulla rivista Candle di Akita Shoten dal 1987 al 1988 e raccolti in due volumi tankōbon. La serie è stata ripubblicata tre volte in edizioni speciali in un volume: il 22 novembre 1993, il 10 maggio 2002 e il 16 marzo 2012.
Darkside Blues è stato adattato in un film da J.C.Staff sotto la direzione di Yoriyasu Kogawa e basato su una sceneggiatura di Mayori Sekijima. È stato distribuito nelle sale cinematografiche dalla Toho l'8 ottobre 1994. Central Park Media lo ha concesso in licenza per un pubblico nordamericano e lo ha pubblicato per la prima volta in VHS il 6 maggio 1997. In Italia è stato pubblicato da Yamato Video in VHS e DVD nel 1995.